# 弗納爾 (密西西比州)
弗納爾（英語：Vernal）是位於美國密西西比州格林縣的非建制地區。

## 歷史
弗納爾的郵局於1843年設立，其後於1956年停運。

## 地理
弗納爾所處的海拔為高於海平面26米（即85英呎），而該地所採用的時區為UTC-6，即北美中部時區（CST）。同時該地設有夏令時間，為UTC-6調快一小時，即UTC-5（CDT）。